# ノフレテーテ (小惑星)
ノフレテーテ (1068 Nofretete) は、小惑星帯に位置する小惑星である。1926年9月13日、ベルギーの天文学者ウジェーヌ・デルポルトがベルギー王立天文台で発見した。
エジプト新王国時代のファラオ、アクエンアテンの正妃であるネフェルティティのドイツ語名にちなんで命名された。ノフレテーテ（ネフェルティティ）はムゼウムスインゼル（ベルリンの博物館島）にある胸像で著名である。なお、これとは別にネフェルティティ (3199 Nefertiti) という小惑星も存在する。